# Mitja Novinič
Mitja Novinič, slovenski nogometaš, * 10. april 1991, Lendava.
Novinič je profesionalni nogometaš, ki igra na položaju vezista. Od leta 2014 je član avstrijskega kluba Sturm Klöch. Pred tem je igral za slovensko Nafto 1903, italijanske Milan, Virtus Lanciano in Teramo ter nemška VfL Leverkusen in Blau-Weiß Friesdorf. Skupno je v drugi slovenski ligi odigral 163 tekem in dosegel 11 golov. Bil je tudi član slovenske reprezentance do 16, 17, 19 in 21 let.